# Matéo Bohéas
Matéo Bohéas, né le 9 octobre 1996 à Saint-Sébastien-sur-Loire, est un pongiste handisport français.

## Biographie
Il a été formé à l'ASTT Ligné. Il évolue en 2021 au club des Loups d'Angers.
Il participe aux Jeux de Rio en 2016 et ceux de Tokyo en 2021 où après s'être qualifié pour les demi-finales il obtient une médaille d'argent, s'inclinant en finale contre Patryk Chojnowski, le n°1 mondial de sa catégorie C10.
En 2024, il devient père pour la première fois d’un petit garçon.
Il est médaillé de bronze en simple dans la catégorie MS10 aux Jeux paralympiques de Paris en 2024.

## Décorations
- Chevalier de l'ordre national du Mérite le 8 septembre 2021[4].
- Médaille de la jeunesse, des sports et de l'engagement associatif, argent (2025)[5].